# 802 Palette
『802 Palette』（エイト・オー・ツー・パレット）は、FM802で2017年10月8日から生放送されているラジオ番組。略称は「ハチパレ」。

## 概要
番組のキャッチコピーは「J-POP/J-ROCKの枠を超え、アニメ、ゲーム、ネットアーティスト！カラフルな音楽との出会いを描く4時間プログラム」である。これまでFM802ではアニメソング・声優の曲はごく一部のアーティストと番組を除きほとんど流れることがなかったが、その方針を当番組に限っては転換し、上記のジャンルに特化した番組になっている。
X（旧Twitter）の番組ハッシュタグは「#ハチパレ」。
2023年4月の番組改編により、放送開始が1時間繰り上げ・拡大の1:00 - 5:00となり、放送時間が3時間から4時間となった。
2024年3月31日には、アニメ音楽専門メディア『リスアニ!』と共同で、「様々なアーティストの音楽の魅力を“文字（インタビュー記事）と波（電波）”で発信していく」というコンセプトの下、新たな音楽メディア『リスパレ!』を始動させた。

## 放送時間
- 毎週日曜 1:00 - 5:00（土曜深夜、2023年4月 - 現在）

### 過去の放送時間
- 毎週日曜 2:00 - 5:00（土曜深夜、2017年10月 - 2023年3月）

## 出演者

### DJ
- 豊田穂乃花 - 2025年4月6日より当日夜に放送の『NEO(N)POP』を兼務。

### 過去の出演者
- ReoNa

番組準レギュラー。「ReoNaのハチパレこえにっき」のコーナーに出演。
- UNTIES（2019年1月6日 - 2020年3月29日）

「UNTIES future club」のコーナーに出演。
- 藍井エイル（2019年4月7日 - 28日）

「藍井エイルが“エール”を送る！春のえい、えい、るー！メッセージ！」のコーナーに出演。
- 小林愛香（2020年2月2日 - 3月1日）

「小林愛香 “の！” LIFE CODE」のコーナーに出演。
- LiSA（2018年4月22日 - 5月20日）

「LiSA BEST -Talk- BEST -Radio-」のコーナーに出演。

## コーナー

### 現在のコーナー
2024年8月時点。時刻はあくまで目安。

#### 1時台
- 出席確認

X（旧Twitter）のハッシュタグ「#出席確認」を付けたポスト（旧ツイート）を投稿したリスナーの名前を読み上げるコーナー。
- Creators Canvas

1:30 - 1:50
毎週ネットミュージックのアーティストをピックアップするコーナー。

#### 2時台
- Joshin Treasure Park

2:30 - 2:50
Joshin提供。番組スタッフがセレクトしたJoshinのお店のアイテムを紹介するコーナー。

#### 4時台
- 28時、ほのさんぽで。

4:00 - 4:05
豊田のちょっとした日常を紹介するコーナー
- 居残り確認

4:10
番組公式ハッシュタグを付けたポスト（旧ツイート）を投稿したリスナーの名前を読み上げるコーナー。
- Colorful Connect

4:20
関西圏で開催されるアニメ・ゲーム関連のイベントなどを紹介する。

### 過去のコーナー
- 小説家になろう Novel on Radio

2:30 - 2:50
小説家になろうに投稿された作品の中からピックアップされた作品を一ヶ月に渡ってフィーチャーするコーナー。アーティストと共に作品を朗読した様子を放送する。
- ReoNaのハチパレこえにっき

月イチコーナー。ReoNaが番組から渡された"日記帳"に記された"クエスト"をこなしていく。
- UNTIES future club

UNTIESが販売を手掛けたインディーゲームを一ヶ月に渡ってフィーチャーしていたコーナー。FM802のDJやアーティストと共にゲームをプレイした様子や、開発陣へのインタビューなどを放送した。
- 小林愛香 “の！” LIFE CODE

- 藍井エイルが“エール”を送る！春のえい、えい、るー！メッセージ！

- LiSA BEST -Talk- BEST -Radio-

## その他
- 2時と3時ちょうどのジングルはチャイムをアレンジしたものを使用している。